# Chicago Bulls 1981-1982
La stagione 1981-82 dei Chicago Bulls fu la 16ª nella NBA per la franchigia.
I Chicago Bulls arrivarono quinti nella Central Division della Eastern Conference con un record di 34-48, non qualificandosi per i play-off.

## Roster
| N° | Naz.                   | Ruolo | Sportivo          | Anno | Alt. | Peso |
| -- | ---------------------- | ----- | ----------------- | ---- | ---- | ---- |
| 0  | Stati Uniti (bandiera) | A     | Orlando Woolridge | 1959 | 206  | 98   |
| 8  | Stati Uniti (bandiera) | A     | Jackie Robinson   | 1955 | 198  | 95   |
| 11 | Stati Uniti (bandiera) | GA    | Tracy Jackson     | 1959 | 198  | 93   |
| 12 | Stati Uniti (bandiera) | G     | Ronnie Lester     | 1959 | 188  | 79   |
| 13 | Stati Uniti (bandiera) | AC    | Dwight Jones      | 1952 | 208  | 95   |
| 14 | Stati Uniti (bandiera) | G     | Ricky Sobers      | 1953 | 191  | 90   |
| 21 | Stati Uniti (bandiera) | G     | Roger Burkman     | 1958 | 196  | 79   |
| 22 | Stati Uniti (bandiera) | G     | Ray Blume         | 1958 | 193  | 84   |
| 24 | Stati Uniti (bandiera) | G     | Reggie Theus      | 1957 | 201  | 86   |
| 26 | Stati Uniti (bandiera) | AC    | Coby Dietrick     | 1948 | 208  | 100  |
| 32 | Stati Uniti (bandiera) | A     | James Wilkes      | 1958 | 201  | 88   |
| 34 | Stati Uniti (bandiera) | AC    | David Greenwood   | 1957 | 206  | 101  |
| 35 | Stati Uniti (bandiera) | A     | Larry Kenon       | 1952 | 206  | 93   |
| 53 | Stati Uniti (bandiera) | C     | Artis Gilmore     | 1949 | 218  | 109  |

## Staff tecnico
- Allenatori: Jerry Sloan (19-32) (fino al 17 febbraio)[1], Phil Johnson (0-1) (dal 17 al 18 febbraio), Rod Thorn (15-15)
- Vice-allenatori: Phil Johnson (fino al 17 febbraio e dal 18 febbraio), Bumper Tormohlen
- Preparatore atletico: Mark Pfeil